# Bruno Visentini
 (décembre 2023).
Si vous disposez d'ouvrages ou d'articles de référence ou si vous connaissez des sites web de qualité traitant du thème abordé ici, merci de compléter l'article en donnant les références utiles à sa vérifiabilité et en les liant à la section « Notes et références ».
Bruno Visentini (né le 1er août 1914 à Trévise, mort le 13 février 1995 à Rome) est un homme politique italien, membre du Parti républicain italien.

## Biographie
Licencié en droit à l'Université de Padoue, avocat, il est membre d'associations anti-fascistes. En février 1943, il  est arrêté à Rome, puis relâché à la suite de la destitution de Benito Mussolini le 25 juillet 1943. Il est un des cofondateurs du Parti d'action (Partito d'Azione) et a participé à la résistance contre l'occupation allemande à Venise et à Rome.
Membre de la Consulta Nazionale (septembre 1945-juin 1946), il est nommé sous-secrétaire aux  Finances dans le premier gouvernement d'Alcide De Gasperi (décembre 1945-juin 1946). À la suite de divergences avec son parti, il rejoint le Parti républicain italien (PRI) en 1946. Il est aussi nommé professeur de droit commercial à l'université d'Urbino.
Vice-président de l'Institut de reconstruction industrielle (IRI) de 1950 à 1972. Président de la société Olivetti de 1964 à 1974 et de 1976 à 1983. En tant que membre de plusieurs commissions ministérielles, il est le principal inspirateur de la législation fiscale promulguée en 1973 et de la réforme des articles du code civil italien sur la société par actions mise en place par une loi de 1974.
Élu en 1972 député avec le PRI, il devient ministre des Finances dans le quatrième gouvernement d'Aldo Moro (novembre 1974-février 1976). À ce poste, il a notamment lancé une série de réformes fiscales. À la suite du décès d'Ugo La Malfa, il lui succède au ministère du Budget et de la Programmation économique dans l’éphémère cinquième gouvernement Andreotti (mars-août 1979). Ministre des Finances dans le premier et le deuxième gouvernement Craxi (avril 1983- août 1987), il met en œuvre d'autres importantes réformes, toujours dans le domaine de la fiscalité et du droit commercial.
Il a aussi été élu plusieurs fois au Sénat italien et au Parlement européen.